# Museo municipal de Jericó
El Museo Arqueológico del Suroeste con sede en Jericó, creado hace treinta años bajo la figura jurídica de fundación y el Museo Municipal de Jericó, que inició labores en junio de 2008 y cuya creación formal se encuentra en curso en el Concejo Municipal de Jericó, funcionan actualmente de manera conjunta en una casa patrimonial de más de cien años, suministrada por el municipio y prestan sus servicios de manera integrada. 

## Colección
Tanto la colección del Museo Arqueológico, conformada por un poco más de tres mil piezas precolombinas, certificadas por investigadores de la Universidad de Antioquia, de las cuales un treinta por ciento corresponden a la zona del Suroeste antioqueño, como la colección del Museo Municipal conformada básicamente por elementos correspondientes a la memoria histórica y cultural del municipio, tales como fotografías, mobiliario, planos, correspondencia, obras de arte y elementos de uso doméstico entre otros, se encuentran íntegramente al servicio de la comunidad local y de quienes desde fuera visitan el museo. 

## Servicios
Como complemento a las actividades propiamente museales de coleccionar, catalogar, documentar, conservar, exhibir y divulgar, el museo ofrece una serie de servicios que van más allá de la labor museal propiamente dicha y que lo convierten en un centro de cultura de gran beneficio para la comunidad, especialmente para los escolares. 
De acuerdo con la clasificación del Consejo Internacional de Museos ICOM, organismo asesor de la UNESCO, este museo es un museo de tercera generación, pues cuenta con colecciones, con servicios y con algunos montajes interactivos. Dentro de los servicios y actividades, merecen especial mención los siguientes: 
- Montajes semipermanentes y temporales
- Centro de documentación
- Cátedra del Museo
- Visitas guiadas
- Talleres
- Tertulias
- Rincones Bibliográficos
- Conferencias
- Ciclos de vídeo
- Video conciertos
- Exposiciones itinerantes

El museo cuenta con tres sedes y una en proceso.  La sede principal funciona en la antigua casa de la Escuela Complementaria. Las otras dos (salas de exposición) funcionan  en la zona rural del municipio, una de ellas en Palocabildo, único corregimiento con que cuenta Jericó y otra en la vereda La Estrella. La sede en proceso será un museo in situ en el Morro de El Salvador,  en el cual se encuentran varias tumbas precolombinas que serán adaptadas para que los visitantes puedan ingresar a ellas. Este proyecto ya fue aprobado y será parcialmente financiado por el Viceministerio de Turismo.
- Datos: Q6034576